# Ocnerioxa sinuata
Ocnerioxa sinuata är en tvåvingeart som först beskrevs av Friedrich Hermann Loew 1861.  Ocnerioxa sinuata ingår i släktet Ocnerioxa och familjen borrflugor. Inga underarter finns listade i Catalogue of Life.